# Bruine muisvogel
De bruine muisvogel (Colius striatus) is een vogel uit de familie der Coliidae.

## Kenmerken
Het verenkleed van deze vogel is overwegend bruin en grijs met vage banden en vlekken op vleugels, hals en keel. Hij heeft een dikke snavel, rode poten, een donkergrijze tot bijna zwarte bovensnavel en een lichtgrijze ondersnavel en een lange, stijve staart. De kop is gesierd met een kuif. Dit alles is bij beide geslachten gelijk. Door hun aparte veerstructuur kunnen muisvogels niet goed tegen nat worden. De lichaamslengte bedraagt 30 tot 40 cm en het gewicht 45 tot 75 gram.

## Leefwijze
Deze beweeglijke vogels hebben de gewoonte door bomen en struiken te kruipen op zoek naar alles wat eetbaar is. Ze eten vooral fruit, maar ook knoppen en jonge scheuten. Ook eten ze vermoedelijk aarde, waaruit vermoedelijk mineralen worden gehaald. Ze kunnen goed vliegen en met hun lange dunne staarten is dat een fraai gezicht.
Deze sociale, in groepen levende vogels doen zo'n beetje alles samen. Op de grond nemen ze vaak een zandbad. Ze slapen als een hangende opgerolde bal veren, vaak tegen elkaar aan om elkaar warm te houden.

## Voortplanting
Muisvogels leggen gemiddeld 5 eieren per keer in grote nesten van plantaardig materiaal. Vaak slepen ze grote slierten nestmateriaal de boom in, soms zo groot dat ze er erg veel moeite mee hebben.

## Ondersoorten
De soort telt 17 ondersoorten:
- C. s. nigricollis: van Ghana en Nigeria tot de zuidwestelijke Centraal-Afrikaanse Republiek, westelijk Angola en zuidwestelijk Congo-Kinshasa.
- C. s. leucophthalmus: van noordelijk Congo-Kinshasa, de zuidoostelijke Centraal-Afrikaanse Republiek en zuidwestelijk Soedan.
- C. s. leucotis: oostelijk Soedan, Eritrea en westelijk en centraal Ethiopië.
- C. s. hilgerti: zuidwestelijk Djibouti, noordoostelijk Ethiopië en noordwestelijk Somalië.
- C. s. jebelensis: zuidelijk Soedan, noordoostelijk Congo-Kinshasa en noordelijk Oeganda.
- C. s. mombassicus: van zuidelijk Somalië tot noordoostelijk Tanzania.
- C. s. kikuyensis: centraal Kenia en noordelijk Tanzania.
- C. s. cinerascens: westelijk en centraal Tanzania.
- C. s. affinis: van oostelijk Tanzania tot noordoostelijk Zimbabwe en noordelijk Mozambique.
- C. s. berlepschi: van zuidwestelijk Tanzania tot noordoostelijk Zambia en Malawi.
- C. s. kiwuensis: oostelijk Congo-Kinshasa, centraal en zuidelijk Oeganda, Rwanda, Burundi en noordwestelijk Tanzania.
- C. s. congicus: van oostelijk Angola tot zuidelijk en zuidoostelijk Congo-Kinshasa en westelijk Zambia.
- C. s. simulans: centraal Mozambique en zuidoostelijk Malawi.
- C. s. integralis: noordoostelijk Zuid-Afrika, zuidoostelijk Zimbabwe en zuidelijk Mozambique.
- C. s. rhodesiae: oostelijk Zimbabwe en westelijk Mozambique.
- C. s. minor: oostelijk Zuid-Afrika en Swaziland.
- C. s. striatus: zuidelijk Zuid-Afrika.

## Verspreiding en leefgebied
De bruine muisvogel is binnen zijn verspreidingsgebied een algemene standvogel die voorkomt in bossen, landbouw- en stedelijke gebieden in midden-, oost- en zuidelijk Afrika.

## Status
De vogel neemt toe. Om deze redenen staat deze muisvogel als niet bedreigd op de Rode Lijst van de IUCN.